# Giovanni Burgio
Giovanni Burgio (Bologna, 27 gennaio 1961) è uno scrittore italiano di fantascienza e letteratura fantastica.

## Biografia
Lavora come docente nell'Università di Bologna. Nel 2007 ha conseguito il titolo di PhD presso la facoltà di Wageningen (Paesi Bassi).
È particolarmente interessato agli aspetti biologici e biotecnologici della fantascienza, anche se i suoi interessi letterari sono molto diversificati, comprendendo anche l'horror.
Come autore di fantascienza, ha pubblicato molti racconti su riviste professionali, antologie e fanzine. Ha vinto alcuni concorsi letterari nell'ambito della letteratura fantastica, come il Premio Alien, il Lovecraft, il Courmayeur.
Nel 2010 si è aggiudicato il Premio Odissea 2009, con il romanzo Infezione genomica, pubblicato nel 2011 da Delos Books.

## Opere

### Romanzi
- Infezione genomica, Odissea Fantascienza, Delos Books, 2011.
- Luci, Tabula fati, 2016.

### Racconti
- La zona, in Shining n. 4, 1997.
- La strategia del branco, in Strani giorni, Millemondi primavera 1998, Millemondi n. 14, Arnoldo Mondadori Editore, 1998
- Babylight, Space Opera n. 10, Fancon, 1998.
- Sciame, in Dracula 2000, a cura di Valerio Evangelisti, Le scintille n. 8, Coop editoriale L'altra Italia, 1998.
- Elmo superotto autovox, ne I mondi di Delos, a cura di Franco Forte e Ubik, Nuovo millennio n. 1, Garden, 1999; anche su Delos Science Fiction n. 37, 1998, e in Sette anni oscuri. Il meglio del Premio Lovecraft 1994-2000, a cura di Franco Forte, Palmarès n. 2, Solid, 2002.
- Una giornata al parco, in Storie a quattro zampe, Yorick speciale n. 24, 1999.
- Chiedete di Bierkovitz, Delos Science Fiction n. 28, 1997.
- Sindrome di Nomoski, Delos Science Fiction n. 30,  1997; anche in Sette anni alieni, a cura di Franco Forte e Franco Clun, Solid Books, Palmares, 2002.
- Frank Zappa e la ragazza dal vestito d'alluminio, Delos Science Fiction n. 44, 1999; anche su I nuovi mondi di Delos, antologia a cura di Franco Forte e Silvio Sosio.
- Stray cats, Delos Science Fiction n. 58, 2000.
- Anita, in Speciale Carmilla. Il futuro nel sangue, a cura di Vittorio Catani, R & D, 2003.
- La gaussiana, Delos Science Fiction n. 78, 2003.
- Triade, Robot n. 45, Delos Books, 2004.
- Misterika, in ALIA, L'arcipelago del fantastico, CS Coop Studi Libreria Editrice Torino, 2005.
- Illuminami, grande lucciola, Robot n. 55, Delos Books, 2009.
- Il paradosso Glenn Gould, in Ambigue utopie, a cura di W. Catalano e G.F. Pizzo, Edizioni Bietti, 2010.
- Il profumo del peccato, in Notturno alieno, a cura di G.F. Pizzo, Edizioni Bietti, 2011.
- Il linfoma Hodgkin e l'immortalità dell'anima, in Ambigue utopie, a cura di W. Catalano, G.F. Pizzo e L. Ortino, Edizioni Della Vigna, 2014.
- Omega meno tre, in Il prezzo del futuro, a cura di G.F. Pizzo e V. Catani, Edizioni La Ponga, 2015.